# محوطه محلابن زیاز
محوطه محلابن زیاز مربوط به دوران‌های تاریخی پس از اسلام است و در شهرستان رودسر، بخش رحیم آباد، روستای زیاز واقع شده و این اثر در تاریخ ۲۷ بهمن ۱۳۸۲ با شمارهٔ ثبت ۱۰۹۷۲ به‌عنوان یکی از آثار ملی ایران به ثبت رسیده است.